# Мамаевы
Мамаевы — дворянский род.
Мамай Мамаев и сын его новокрещённый Григорий Мамаев, в 1582 и 1615 годах по разряду в служилом списке писаны с поместным окладом. Потомки сего рода Российскому Престолу служили дворянские службы в разных чинах, и владели деревнями.
В Боярских книгах и прочих документах XVII века некоторые из Мамаевых записаны с княжеским титулом:
- Князь Василий Якшатов — московский дворянин (1627—1629).
- Князь Иван Саип-Мурзин — московский дворянин (1656).
- Князь Осип Алмакаев — стольник (1688—1690).

## Описание герба
Щит разделён на четыре части, из коих в первой части, в красном поле, изображен серебряный полумесяц, рогами обращённый в правую сторону. Во второй части, в голубом поле, золотой лук и стрела, обращённая диагонально к правому верхнему углу (изм. польский герб Лук). В третьей части, в зелёном поле, выходящая из облака в латах согбенная рука с мечом (польский герб Малая Погоня). В четвёртой части, в золотом поле, с правой стороны до половины означен чёрный орёл.
Щит увенчан дворянскими шлемом и короной. Нашлемник: три страусовых пера. Намёт на щите голубой и красный, подложенный золотом. Щитодержатели: два воина в Татарском одеянии, имеющие за плечами колчан со стрелами, а в руках лук. Герб рода Мамаевых внесён в Часть 9 Общего гербовника дворянских родов Всероссийской империи, стр. 23.